# Paul Josef Crutzen
Pour les articles homonymes, voir Crutzen.
Paul Josef Crutzen, né le 3 décembre 1933 à Amsterdam et mort le 28 janvier 2021 à Mayence, est un météorologue et chimiste de l'atmosphère néerlandais. Il est colauréat du prix Nobel de chimie 1995,. Il a introduit et popularisé avec le biologiste américain Eugene F. Stoermer le terme « Anthropocène ». 

## Biographie

### Jeunesse et formation
Crutzen est né à Amsterdam, fils d'Anna (Gurk) et de Josef Crutzen. En septembre 1940, il débute à l'école primaire au début de l'occupation allemande, survivant ensuite aux restrictions et famines de la Seconde Guerre mondiale. En 1946, il entre à la Hogere Burgerschool (École supérieure des citoyens). En 1951, n'ayant pas obtenu de bourse, il s'inscrit en génie civil dans une école d'enseignement supérieur professionnel ayant des coûts inférieurs et prend un emploi au Bureau de construction de ponts à Amsterdam en 1954.
Critzen fait ensuite son service militaire. En 1958, il épouse Terttu Soininen, une étudiante universitaire finlandaise qu'il avait rencontrée quelques années plus tôt et a déménagé avec elle à Gävle, une petite ville à 200 km au nord de Stockholm où il obtient un emploi dans un bureau de construction. Après avoir vu une annonce du département de météorologie de l'université de Stockholm, en Suède, il postuel pour une emploi de programmeur informatique et est engagé en juillet 1959. Grâce à son emploi, il a eu l'opportunité de suivre certains des cours proposés au département et en 1963, il a obtenu le diplôme équivalent d'une maîtrise en science, combinant les mathématiques, les statistiques mathématiques et la météorologie. Crutzen obtient enfin son doctorat en météorologie.

### Carrière
Il enseigne ensuite à la faculté de météorologie de l'université de Stockholm. En 1970, il publie un travail fondamental sur la capacité des oxydes d'azote à décomposer l'ozone. Entre 1974 et 1980, il effectue ses recherches dans différentes institutions à Boulder au Colorado.
En 1980, il obtient un poste à l'Institut Max-Planck de chimie à Mayence où il dirige le département de chimie atmosphérique de 1980 à 2000. En cette qualité, il travaille également pour la commission d'enquête sur le climat du Bundestag.
En 2000, il introduit et popularise avec le biologiste américain Eugene F. Stoermer le terme « Anthropocène », pour désigner une nouvelle période géologique qui aurait débuté au XIXe siècle avec la révolution industrielle et pendant laquelle l’influence de l’homme sur l'écosphère terrestre serait devenue prédominante. L'invention de la machine à vapeur en 1784 serait le marqueur de la modification par l'homme de son cadre de vie responsable du dérèglement climatique. Le concept d'Anthropocène est toujours discuté par la communauté scientifique.
En 2006, il plaide pour l'intensification de la recherche sur l'injection d'aérosols de sulfate dans la stratosphère pour augmenter son albédo. Il considère en effet cette méthode de géoingénierie comme prometteuse pour stopper rapidement le réchauffement climatique au cas où celui-ci deviendrait incontrôlable. Mais il souhaite qu'elle ne soit envisagée qu'en dernier recours, et non pour pallier les insuffisances des politiques de réduction des émissions de gaz à effet de serre (GES) qu'il considère comme indispensables.
Dans une étude de 2007, il avance que l'usage des agrocarburants issus des cultures de colza et de maïs pourrait augmenter l'effet de serre,. L'augmentation des émissions de protoxyde d'azote dues à l'usage d'engrais azotés pour la production d'agrocarburants à partir de ces cultures pourrait avoir un effet défavorable sur l'effet de serre plus important que l'effet bénéfique résultant de la réduction des émissions de CO2, à cause de la persistance du protoxyde d'azote dans l'atmosphère. Selon Crutzen, les émissions de protoxyde d'azote auraient été sous-estimées jusqu'à présent. D'après les auteurs de cette étude, la production d'huile de palme ou d'éthanol cellulosique basée sur des plantes pérennes semble plus adaptée à un objectif de réduction des gaz à effets de serre.

## Distinctions
- 1995 : Prix Nobel de chimie avec Mario J. Molina et Frank Sherwood Rowland « pour leurs travaux sur la chimie de l'atmosphère, particulièrement en ce qui concerne la formation et la décomposition de l'ozone[1] ».
- 2005 : Docteur honoris causa de l'université Joseph-Fourier - Grenoble 1[10].
- 2010 :  Docteur honoris causa de l'université Ca' Foscari de Venise[11]

## Décorations
- Commandeur de l'ordre du Lion néerlandais